# Кірдасовська сільська рада
Кірда́совська сільська рада (рос. Кирдасовский сельский совет) — муніципальне утворення у складі Абзеліловського району Башкортостану, Росія. Адміністративний центр — село Кірдасово.

## Населення
Населення — 689 осіб (2019, 801 в 2010, 805 в 2002).

## Склад
В склад поселення входять такі населені пункти:
| Населений пункт    | Населення, осіб (2002) | Населення, осіб (2010) |
| ------------------ | ---------------------- | ---------------------- |
| Ахметово, присілок | 151                    | 145                    |
| Кірдасово, село    | 654                    | 656                    |